# Ismara
Ismara ou Ismare (en grec ancien Ἴσμαρος / Ismaros) est une ville et une montagne de Thrace, au sud, chez les Cicones, entre Maronée et Stryma. Elle est mentionnée dans l'Odyssée au chant IX, vers 347 et suivants. C'est de là que vient le vin avec lequel Ulysse enivre le cyclope Polyphème.